# Парфе, Ноэль
Ноэль Парфе́ (фр. Noël Parfait ; 30 декабря 1813 — 19 ноября 1896, Париж) — французский литератор и политический деятель; переводчик басен Крылова.
Участвовал в июльской революции 1830 года, которую воспел в поэме: «Аврора прекрасного дня» (L’aurore d’un beau jour, 1833). В 1832—34 гг. издавал политические сатиры «Phllippiques». Во время второй и третьей республики был депутатом Законодательного собрания от департамента Эр и Луар (1848) и журналистом в оппозиции к Наполеону III; сотрудничал с разными журналами. Во время второй империи долго жил в изгнании, и в 1852—53 гг., находясь вместе с Александром Дюма-отцом в эмиграции в Бельгии, исполнял обязанности его секретаря. В 1871 году — депутат Национального собрания. Написал, в сотрудничестве с другими лицами, «Fabio le novice» и др.; перевёл басни Крылова.
Похоронен на Монпарнасском кладбище (участок 55).